# Quận Cowlitz, Washington
Quận Cowlitz là một quận thuộc tiểu bang Washington, Hoa Kỳ.
Quận này được đặt tên theo. Theo điều tra dân số của Cục điều tra dân số Hoa Kỳ năm 2000, quận có dân số người, dân số thời điểm ngày 6/5/2009 là 101.966 người. Quận lỵ đóng ở Kelso.

## Địa lý
Theo Cục điều tra dân số Hoa Kỳ, quận có diện tích km2, trong đó có km2 là diện tích mặt nước.